# Folsomia bisetosella
Folsomia bisetosella är en urinsektsart som beskrevs av Arne Fjellberg 2005. Folsomia bisetosella ingår i släktet Folsomia, och familjen Isotomidae. Arten är reproducerande i Sverige.